# Frederik Ludvig Mynster
Frederik Ludvig Mynster (født 2. december 1811 i København, død 23. december 1885) var en dansk forfatter og oversætter, søn af professor O.H. Mynster.
Mynster gik først i Borgerdydskolen i København, men da han ikke ønskede at studere – hvilket han i en modnere alder meget fortrød –, satte hans moder ham i huset hos pastor L. C. Westengaard i Pedersborg ved Sorø, hvor han fik en omhyggelig undervisning. Der fra kom han ud at lære landvæsenet og blev så 1830 anbragt på det mørupske agerdyrknings- og forstinstitut ved Sorø. Senere fik han plads på Brahesborgs godskontor, og 1835 tog han dansk-juridisk eksamen, hvorefter han blev ansat på Odense Amtstue. Et par år senere opnåede han at blive fuldmægtig på Holckenhavns godskontor.
1839 udnævntes han til godsforvalter hos grev Moltke på Aagaard ved Slagelse, men foretrak næste år en tilsvarende stilling ikke langt der fra på Bøstrup, hvis ejer, van Deurs, han stod i venskabsforhold til. 5. november 1843 ægtede han Caroline Birgitte Kirstine Hasle (19. april 1812 – 10. november 1880), datter af Landsover- samt Hof- og Stadsretsprokurator N.A. Hasle og Anna Marie, født Ballum.
Omtrent samtidig hermed købte han arvefæstegaarden Emilsminde på Bøstrup Gods. Lykkelig i sin familiekreds og stærkt optagen af sin litterære virksomhed førte han siden hen en stille tilværelse. Han døde af en hjertesygdom. Han siges ha været en højst elskværdig, mild, trofast og taknemmelig mand med stærk tro til alle mennesker, men frem for alt til Gud.
Det er en overordentlig stor mængde oversættelser, han – mest sammen med sin meget intelligente og sprogkyndige hustru – har bragt til veje; her skal kun nogle af de vigtigste nævnes: Digte af Ossian, 1.-2. Saml. (1849-50, 2. udg. 1876), Fire Fortællinger af E.T.A. Hoffmann (1858), Hippels Præstefamilien i Kurland (1861), Herders Cid (1865), Jung Stillings Husliv (1867), Tennysons Kystdrømme og Aylmersfield (1877) og Maria Tudor (1881), Schellings Clara (1882), Tennysons Majdronningen (1883), end videre en stor mængde af Luthers skrifter osv. I 1885 udgav han 1. bind af sin ven biskop Laubs levned.
Af hans selvstændige produktion skal nævnes: Niebelungsversets rhytmiske Ejendommeligheder, saaledes som dette Vers har udviklet sig i den danske Digtekunsts Frembringelser (1854) og Om den moderne Retskrivnings ødelæggende Virkning(1871). Til forskellige blade og tidsskrifter har han leveret mange oversættelser, digte og afhandlinger.